# 71282 Holuby
71282 Holuby è un asteroide della fascia principale. Scoperto nel 2000, presenta un'orbita caratterizzata da un semiasse maggiore pari a 3,0635470 au e da un'eccentricità di 0,1142799, inclinata di 12,27756° rispetto all'eclittica.